# Мері Емма Макінтош
Мері Емма Макінтош (померла близько 1916 р.) була південноафриканською суфражисткою. Вона була першим президентом Асоціації прав жінок Союзу.

## Життя
Вона здобула освіту в Гугенотському коледжі. Заміж вийшла за торговця Вільяма Макінтоша. Активно долучилася до роботи Союзу жіночої християнської поміркованості, Гільдії вірних жінок та Ліги Імперії. Народилася 31 липня 1864 року і померла 2 грудня 1915 року (51 рік). Похована на Південному кладовищі в Порт-Елізабет, столичному муніципалітеті затоки Нельсона Мандели, Східний Кейп, Південна Африка.